# Hyalorista
Hyalorista és un gènere d'arnes de la família Crambidae.

## Taxonomia
- Hyalorista exuvialis (Guenée, 1854)
- Hyalorista imitans Warren, 1892
- Hyalorista limasalis
- Hyalorista opalizalis
- Hyalorista taeniolalis (Guenée, 1854)